# Montebello (Québec)
Pour les articles homonymes, voir Montebello.
Montebello est une municipalité située sur la rive gauche de la rivière des Outaouais, entre Ottawa et Montréal. Elle fait partie de la municipalité régionale de comté de Papineau dans la région de l'Outaouais. Le village faisait partie de la seigneurie de La Petite-Nation. L'un des seigneurs était Louis-Joseph Papineau, dont le manoir est maintenant un lieu historique national. Le village est surtout connu pour le Fairmont Le Château Montebello, un hôtel qui est la plus grande structure en bois rond au monde. La municipalité est membre de la Fédération des Villages-relais du Québec.

## Toponymie
Montebello a d’abord été le nom que Papineau donnait à sa résidence, contrairement à son fils Amédée Papineau qui utilisait plutôt « Montigny ». C’est par l’entremise d’une lettre au receveur général des postes que Papineau a officialisé l’appellation « Montebello » en 1855, alors écrite « Monté-Bello ».
Puis, le receveur général des postes s’est trouvé confronté aux paroisses portant le même nom que l’église Notre-Dame-de-Bon-Secours. Pour les différencier, Papineau lui a proposé d’ajouter « Shibaye » signifiant « La vallée des larmes », un terme algonquin qui témoignait de l’existence des anciens habitants du territoire, soit les Oueskasipirini. Il a aussi suggéré « Montebello » qui voulait dire « beau mont », une proposition qui sera finalement adoptée. En plus de la signification du nom qui faisait référence à la situation géographique du village, le terme avait aussi une connotation affective pour Papineau. En effet, Louis Napoléon Lannes, son ami de France sympathique à la cause canadienne, avait le titre de duc de Montebello.
Le village n'a revêtu ce nom qu'en 1978, après sa séparation de la paroisse Notre-Dame-de-Bon-Secours en 1978.

## Histoire
À l'origine, la municipalité était dans le comté de Papineau. Elle a été incorporée dans la  municipalité régionale de comté de Papineau en 1983.

### Chronologie
- 1878 : La « municipalité du village de Montebello » se détache de la municipalité de la paroisse de Notre-Dame-de-Bonsecours, sous la proclamation de la reine Victoria[5].
- 1981 : les 20 et 21 juillet y a lieu la réunion annuelle du G8.
- 2003 : Celle-ci change de statut et devient la municipalité de Montebello.
- 2005 : La municipalité accueille pour la première fois le festival de musique rock Amnesia Rockfest[6].
- 2007 : Les 20 et 21 août, réunion à Montebello du président américain George W. Bush, de son homologue mexicain Felipe Calderón et du premier ministre canadien Stephen Harper. Les trois leaders nord-américains y poursuivent le dialogue entamé deux ans auparavant dans le cadre du Partenariat pour la sécurité et la prospérité (PSP).

## Démographie
| 1991  | 1996  | 2001  | 2006 | 2011 | 2016 | 2021 |
| ----- | ----- | ----- | ---- | ---- | ---- | ---- |
| 1 022 | 1 066 | 1 039 | 987  | 978  | 983  | 934  |

## Administration
Les élections municipales se font en bloc pour le maire et les six conseillers.
| Montebello Maires depuis 2001                                                                                        |                     |         |          |
| Élection | Maire               | Qualité | Résultat |
| 2001 | Jean-Paul Descoeurs |         | Voir     |
| 2005 | Jean-Paul Descoeurs | Voir    |          |
| 2009 | Pierre Bertrand     |         | Voir     |
| 2013 | Luc Ménard          |         | Voir     |
| 2017 | Martin Deschênes    |         | Voir     |
| 2021 | Nicole Laflamme     |         | Voir     |
| Élection partielle en italique Depuis 2005, les élections sont simultanées dans toutes les municipalités québécoises |                     |         |          |

## Économie
Montebello vit principalement du tourisme. Le Château Montebello, hôtel de prestige inauguré en 1930, fait maintenant partie de la chaîne Fairmont Hotels and Resorts. Chaque année depuis 2005, Montebello accueille un festival de rock dont le nom actuel est Montebello Rock et qui a déjà enregistré près de 200 000 entrées. En 2020, un projet domiciliaire écologique est en cours de développement. Le projet Artboria, axé sur la conciliation entre développement résidentiel et respect de l'environnement, a obtenu l'approbation de la municipalité de Montebello.

## Culture locale et patrimoine

### Patrimoine bâti
Le patrimoine de Montebello contient plusieurs bâtiments historiquement importants :
- Le Manoir Papineau[8] appartenait à la célèbre figure du nationalisme québécois Louis-Joseph Papineau qui y vécut sa retraite après l’insurrection patriotique et son exil. À sa mort, son fils Amédée lui a succédé en 1871 comme propriétaire du domaine et du titre de seigneur[9].
- Le « Fairmont Le Château Montebello[10] souligne le passage d’une haute bourgeoisie, dont plusieurs étaient membres de la Seigniory Club créée en 1933 [11]. Outre la richesse de ceux qui fréquentaient ce lieu, d’abord privé, puis public, la particularité du château est son architecture complètement en bois rond. En 111 jours, les ouvriers sous la direction de l’architecte canadien Harold Lawson ont réussi à bâtir une propriété de 6 000 000 $, constituée d’un log château, d’un Cedar Hall et d’un garage[12]. De plus, la paroisse Notre-Dame-de-Bon-Secours apporte à la municipalité de Montebello un symbolisme spirituel par son « statut de paroisse mère [en tant que] première église catholique de l’Outaouais »[13]. Aussi, le village même contribue au patrimoine grâce à ses nombreuses maisons centenaires sur la rue Notre-Dame[14].

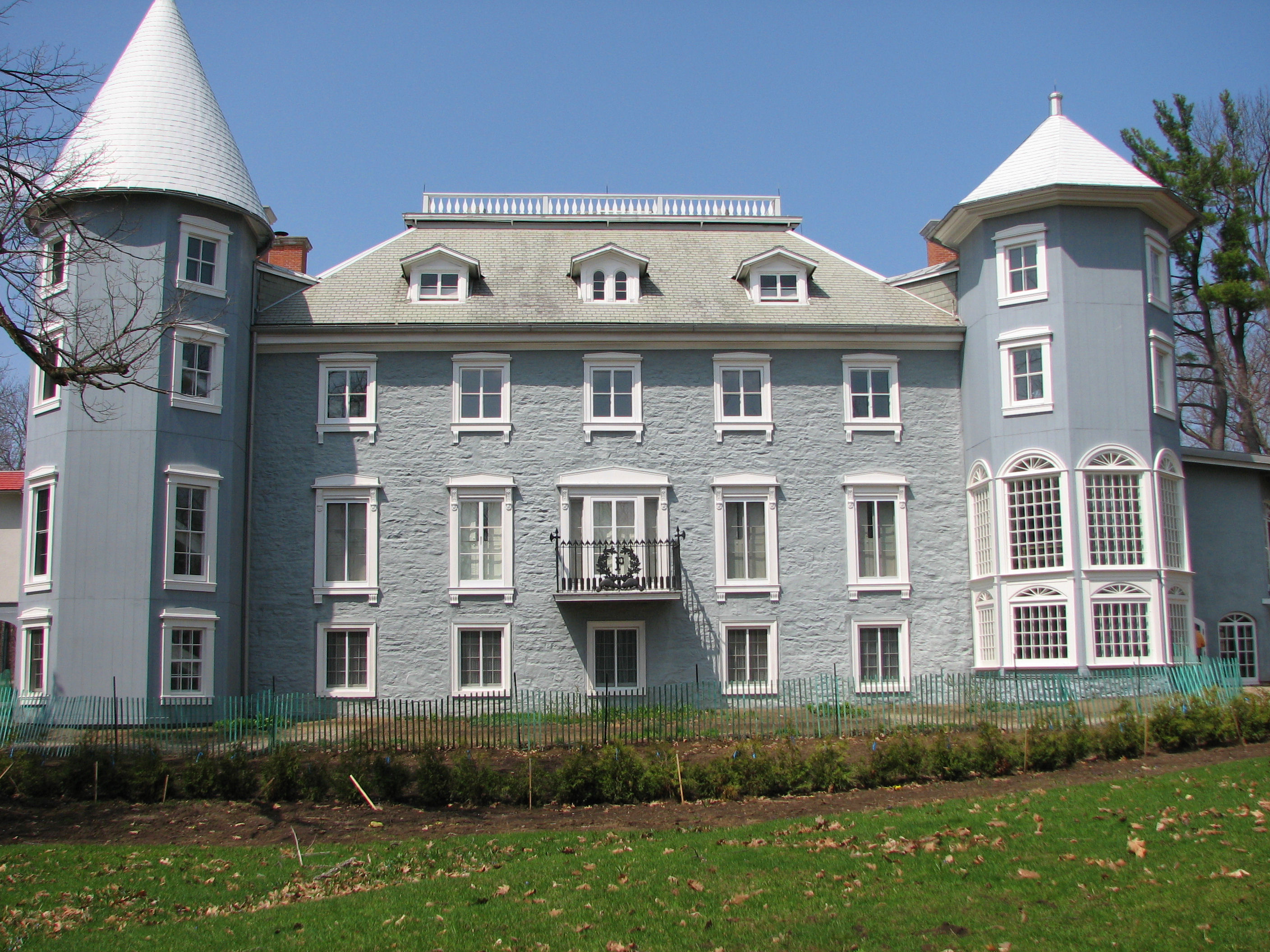
Le Manoir Papineau.
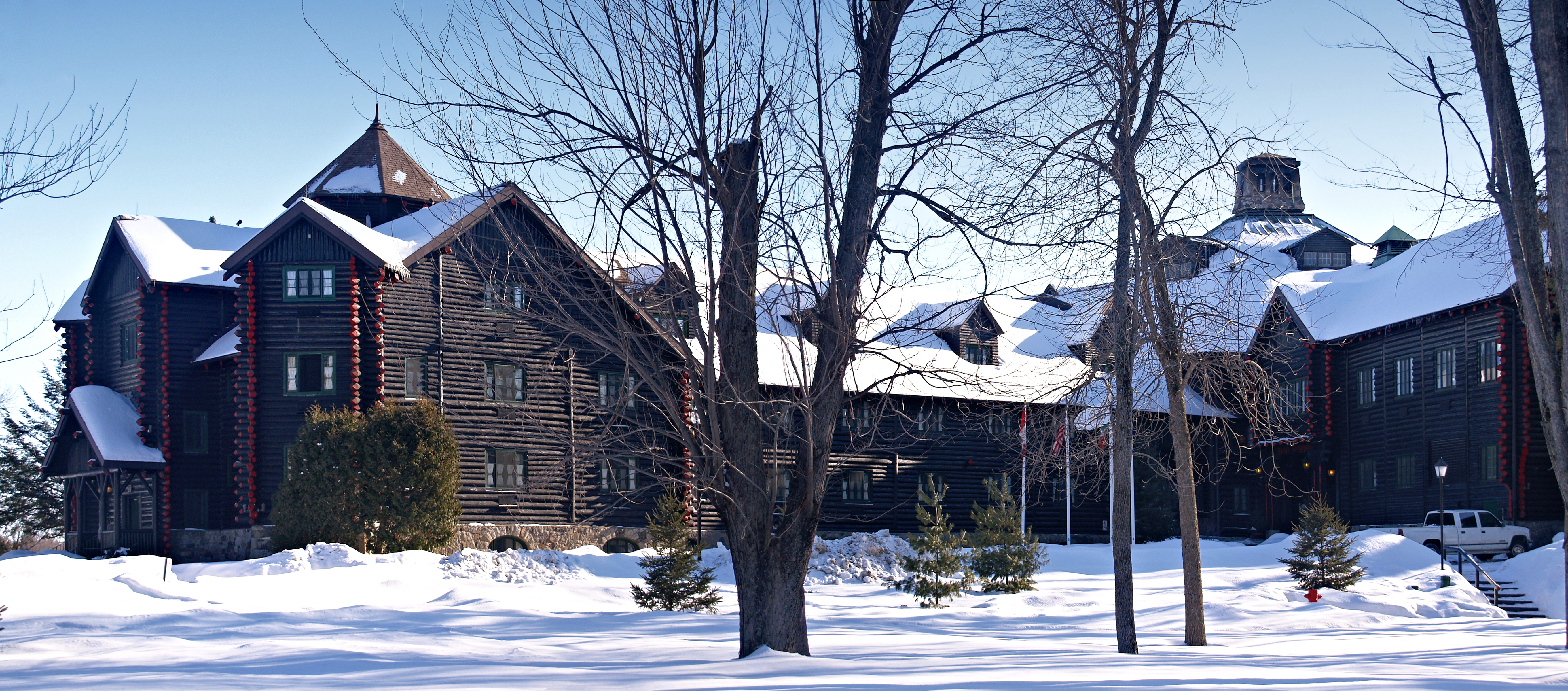
Fairmont Le Château Montebello.
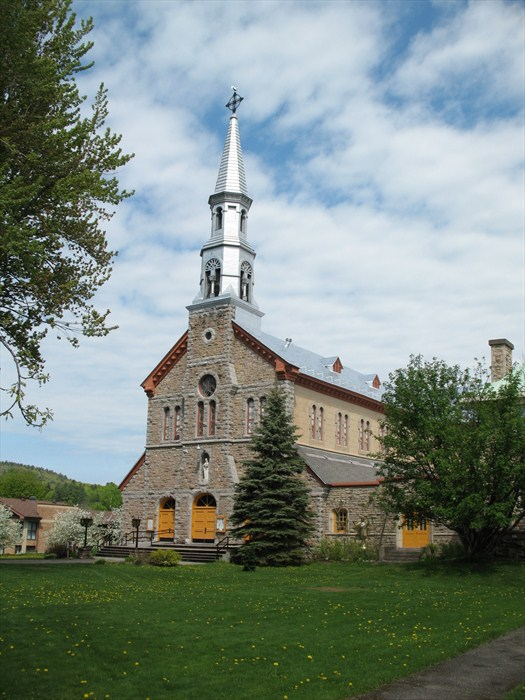
L'église Notre-Dame-de-Bon-Secours.

### Personnalités notables
- Gustave Bourassa, né à Montebello
- Pearl Fournier, née à Montebello
- Amédée Papineau, mort à Montebello
- Louis-Joseph Papineau, à l'origine du nom Montebello, et qui y est mort.

### Héraldique
La devise en latin des Montebellois « Fero Non Quaero » signifie « Je ne cherche pas (ailleurs), j'assume (fièrement mon histoire) », les propos entre parenthèses étant suggérés par la construction de la phrase latine.
| Fero Non Quaero |
| --------------- |

| L'écu de Montebello se blasonne ainsi : De Gueules, fretté de huit flèches versées d'or ; au chef du même, à la croix d'azur chargée de cinq coquilles aussi d'or ; aux quatre cantons chargés chacun de quatre alérions de gueules en fasce. |

## Galerie photos

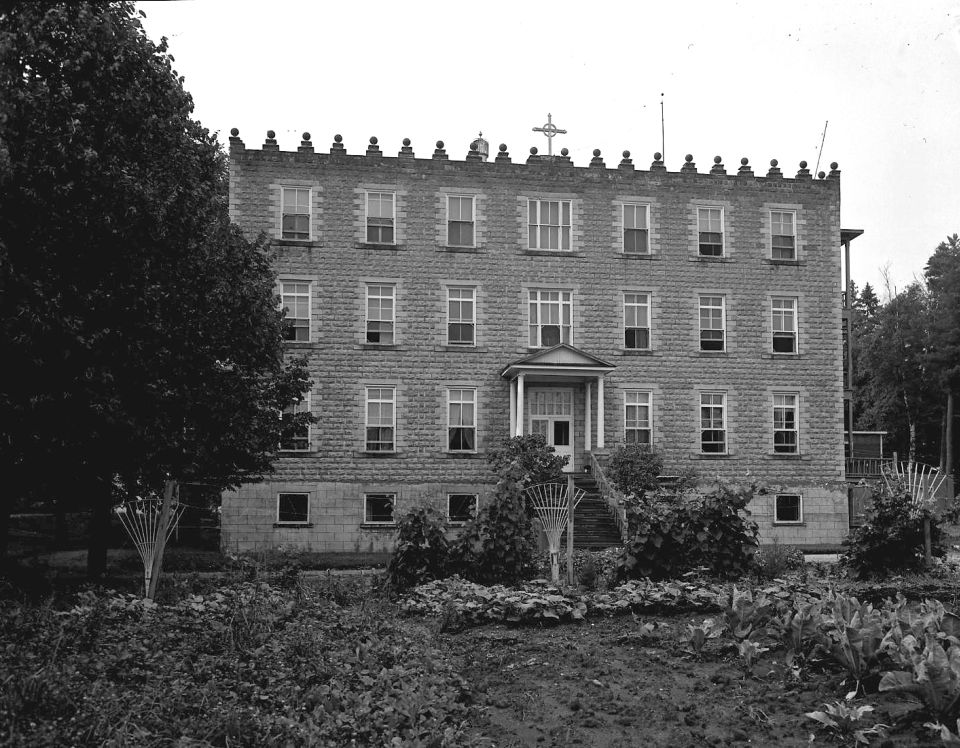
Orphelinat de Montebello en 1947.
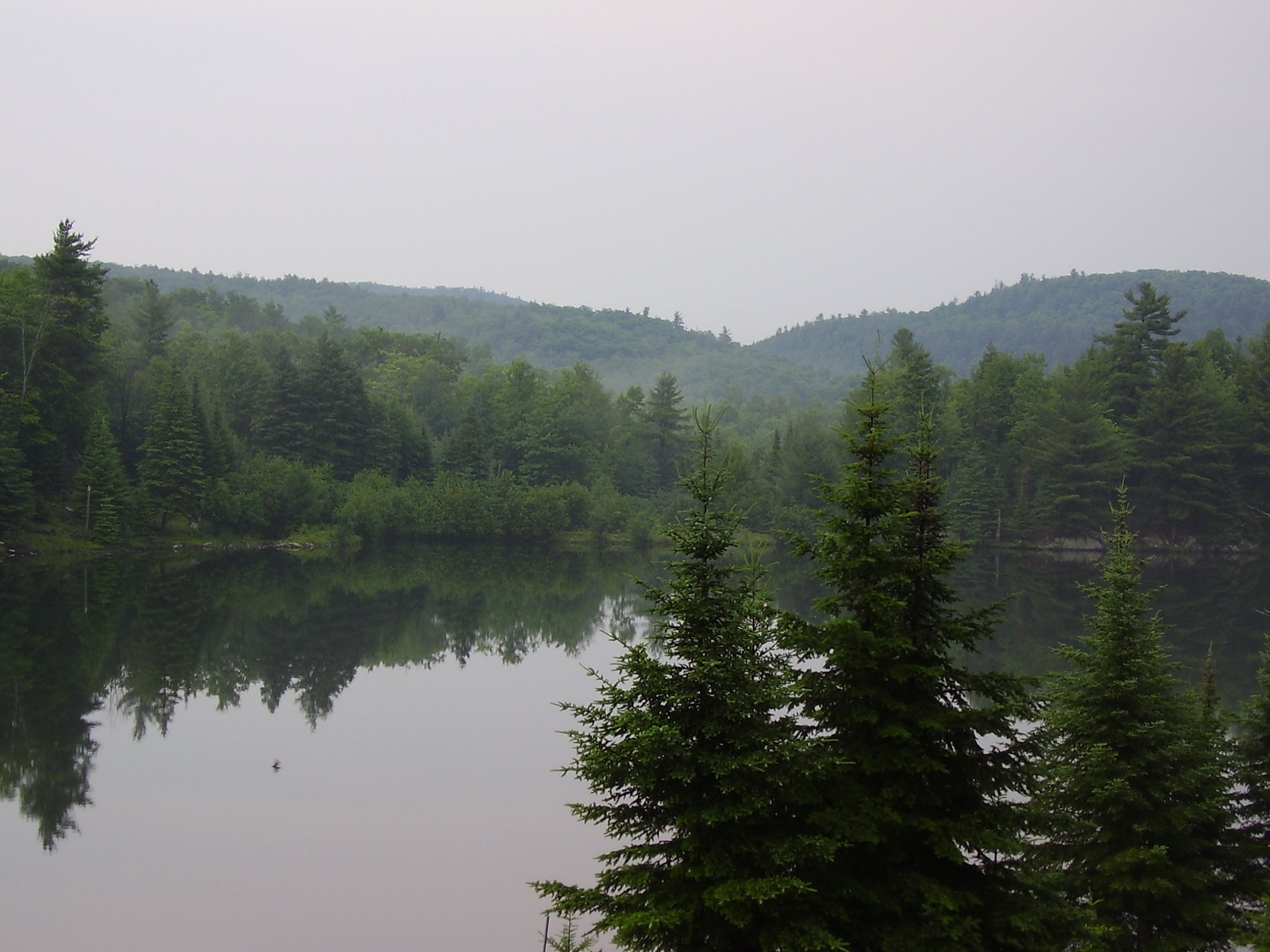
Parc Oméga, situé sur la route 323, à Notre-Dame-de-Bonsecours, au nord de Montebello.
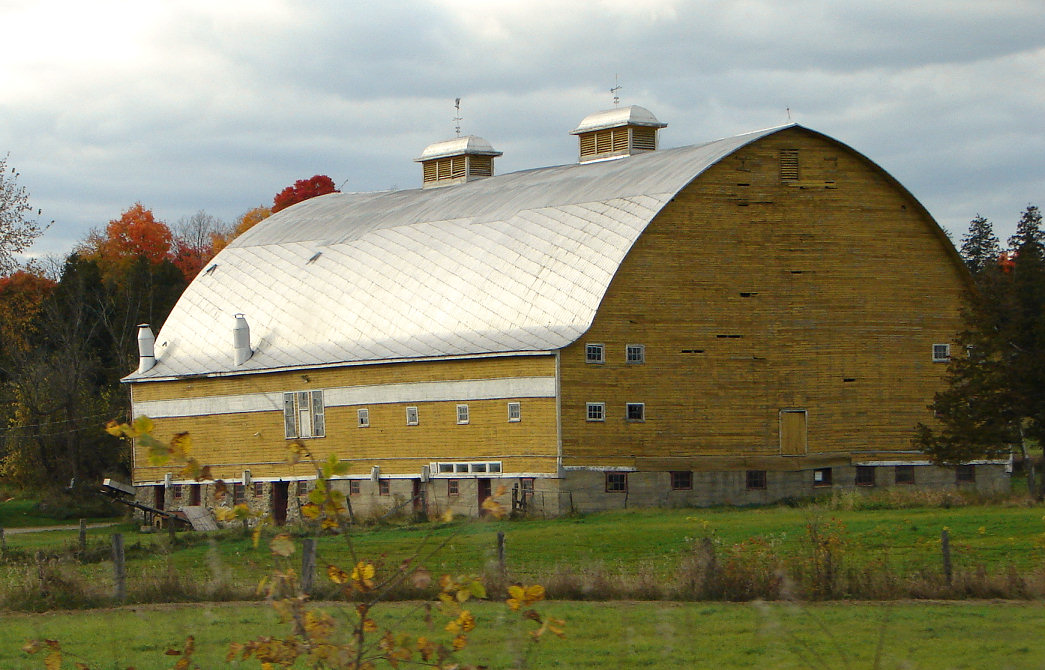
Grange Pesant à l'entrée est du village.